# Conflit du Cachemire
Batailles
Le conflit du Cachemire est lié au différend pour la possession de la région du Cachemire entre l'Inde, les groupes cachemiris, le Pakistan et la Chine.
Ce différend a conduit à plusieurs reprises à des affrontements armés entre les trois nations.

## Histoire

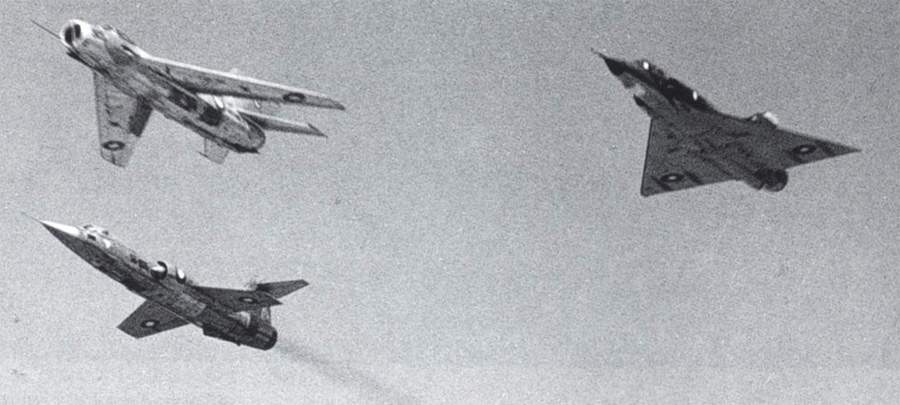
Un Shenyang F-6,un Lockheed F-104 et un Dassault Mirage-III pakistanais lors de la seconde guerre indo-pakistanaise.

Durant l'administration britannique des Indes, le Cachemire est un royaume indépendant dirigé par un maharadja. Lorsqu'en 1947, l'indépendance indienne est proclamée, se pose la question de la partition du sous-continent sur des critères religieux : un Pakistan musulman et une Union indienne laïque à majorité hindoue. Le maharaja Hari Singh, en place au Cachemire à cette époque, est un hindou à la tête d'un royaume majoritairement musulman. Cependant il n'entend rallier ni l'Inde, ni le Pakistan et nourrit l'ambition d'un royaume indépendant. En effet, la situation géographique permet de penser cette indépendance possible puisque le Cachemire jouxte l'Inde et le Pakistan, et est également l'un des plus grands États princiers. Ainsi, Hari Singh choisit une « option d'immobilisation » en attendant un réel statut pour son royaume.
Cependant, des massacres de réfugiés liés à la partition ont lieu au Cachemire, faisant craindre des actions contre la population musulmane. C'est alors que des milliers d'hommes armés venant de tribus pakistanaises vont intervenir au Cachemire pour « aider leurs frères musulmans ». Cette action est vue d'un bon œil par le Pakistan qui entend intégrer à son État cette contrée à majorité musulmane, sur le principe des « deux nations ». À la suite de cette intrusion armée sur son territoire, le maharaja va faire appel à l'aide de l'armée indienne et à Lord Mountbatten, gouverneur général des Indes, pour repousser ces groupes armés. Mais l'aide indienne ne lui est accordée que s’il signe l'accession du Cachemire à l'Union indienne, ce qu'il fit le 26 octobre 1947. Il s'ensuit l'intervention des troupes régulières du Pakistan, provoquant ainsi la première guerre indo-pakistanaise. Cette guerre prendra fin en 1949 car l'ONU fait accepter une ligne de cessez le feu aux deux États qui coupe le Cachemire en deux : la ligne de contrôle.
C'est plus tard que la Chine va devenir un acteur du conflit. Tout commence en 1959, quand la Chine pénètre au Ladakh et construit une route reliant deux de ses provinces sensibles : le Tibet et le Xinjiang. C'est ensuite en 1962 qu’éclate la guerre sino-indienne, ayant pour cause la volonté chinoise de modifier ses frontières avec l'Inde dans la région du Cachemire. La guerre fut brève et ne dura qu'un mois, mais entraîna des revendications de territoires qui sont encore d'actualité entre la Chine et l'Inde. En 1963, le Pakistan cède à la Chine le territoire de la vallée de Shaksgam contre son soutien dans le conflit avec l'Inde. La vallée est donc également revendiquée par l’Inde.

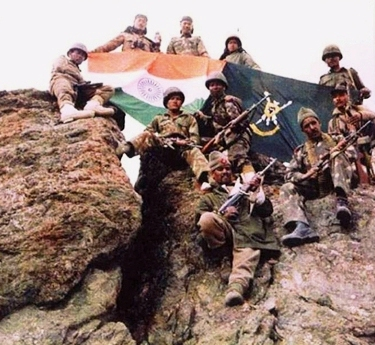
Soldats indiens lors du conflit de Kargil.

En 1965, les affrontements militaires entre le Pakistan et l'Inde reprennent. En effet, l'opération d'infiltration des éléments armés cachemiris par le Pakistan pour provoquer un soulèvement va entraîner la deuxième guerre indo-pakistanaise qui se terminera en 1966. Une fois de plus, le Cachemire est au cœur des tensions entre ces deux États. En 1999, les deux pays vont encore s'affronter au Cachemire dans le conflit de Kargil. L'infiltration pakistanaise du côté indien de la ligne de contrôle va provoquer des affrontements entre les armées, se soldant par la mort de plus d'un millier de militaires des deux camps. Le conflit de Siachen en 1984 a également eu lieu pour des raisons similaires.
En 2016, des émeutes liées à des revendications de la population du Cachemire contre l'Inde font une soixantaine de morts et des centaines de blessés. Ces affrontements s'accompagnent de couvre-feu, d'accès internet et téléphone coupés par les forces indiennes ainsi que la suspension provisoire de la presse.
Le 22 avril 2025, un Attentat dans le Cachemire relance les hostilités provoquant une Crise diplomatique indo-pakistanaise.

## Acteurs

### L'Inde
L'Inde occupe la partie sud du Cachemire, qui est un de ses États : le Jammu et Cachemire. Elle revendique les territoires situés au Cachemire occupés par le Pakistan et par la Chine.
Elle militarise la zone pour mener des opérations de contre-insurrection et pour contrôler ses frontières avec la Chine et le Pakistan.

### Le Pakistan
L'État du Pakistan possède la partie nord de la région du Cachemire c'est-à-dire le Azad Cachemire et le Gilgit-Baltistan et revendique les territoires occupés par l'Inde.

### La Chine
La république populaire de Chine est en tension avec l'Inde à propos de certains territoires cachemiris qu'elle occupe : l'Aksai Chin et la vallée de Shaksgam.

### Les groupes Cachemiris
On distingue plusieurs mouvances parmi les groupes du Cachemire :

#### Conférence nationale
La Conférence nationale est le parti politique du Cachemire.
C'est de la conférence que sont issus un grand nombre de premiers ministres de l'État du Jammu-et-Cachemire indien.

#### Groupes séparatistes et indépendantistes
Les militants séparatistes ou indépendants sont très présents au nord mais pas uniquement. Ils dénoncent la mainmise indienne sur le territoire et les exactions commises par l'armée indienne. Les indépendantistes se battent pour un Cachemire indépendant tandis que les groupes séparatistes demandent parfois un rattachement de la région au Pakistan.
La All parties Hurriyat conference est l'un des groupes séparatistes les plus importants. Ces groupes font parfois entendre leurs revendications par la violence.
Il est à remarquer l'existence de groupes séparatistes ou indépendantistes également dans le Cachemire pakistanais ou Azad Cachemire, tels que le People National Alliance ou le Jammu Kashmir Liberation Front (actif aussi en Inde). Ces mouvements sont fortement refreinées par les autorités pakistanaises,.

#### Groupes islamistes
Une autre forme de mouvance existe également, qui prend la forme de groupes islamistes radicaux cachemiris. Ces derniers sont issus de l’idéologie « jihadiste » et sont à l'origine d'attentats violents, sur le sol indien notamment. Les membres de groupes terroristes sont souvent des musulmans issus de classes sociales inférieures et souffrant d'un sentiment de discrimination venant de l'Inde, notamment après la montée des violences anti musulmanes depuis les années 1990. L'importance des combattants venus du Pakistan et parfois de l’Afghanistan, et de la forte implication de l'appareil d'État pakistanais dans le développement de mouvements djihadistes et islamistes dans la région, sont aussi des facteurs considérables.

## Formes de violences

### Affrontements inter-étatiques
Les affrontements militaires interétatiques ont été nombreux au cours de l'histoire du conflit : entre Inde et Pakistan et entre Inde et Chine. Si les États du Pakistan et de l'Inde ne sont pas constamment en guerre, certaines zones sont néanmoins des sources constantes de tensions militaires. C'est le cas des zones frontalières à proximité de la ligne de contrôle, et notamment du glacier de Siachen qui s'étend entre le point à partir duquel la ligne de contrôle n'est plus clairement définie et la frontière chinoise. Ce glacier est caractéristique des tensions militaires puisque les armées de l'Union indienne et du Pakistan s'y affrontent depuis 1984, et depuis, les salves d'artillerie s'y perpétuent à 4 000 mètres d'altitude, ce qui en fait le champ de bataille le plus élevé du monde.

### Exactions indiennes

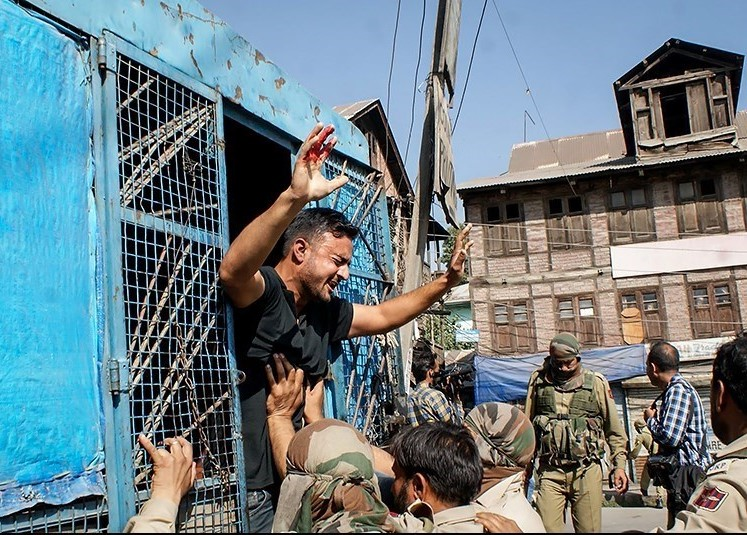
Manifestant arrêté par la police indienne.

L'armée indienne présente sur le territoire cachemiri a un comportement violent avec les populations locales, pourtant citoyennes d'un État indien. Elle agit comme une armée d'occupation et s'est rendue coupable d'exactions, de viols et de disparitions comme le détaillent un rapport d'Amnesty international. Ces violences exercées par l'armée indienne sur des civils alimentent les tensions et le ressentiment des populations du Cachemire.
Pour le magazine en ligne The Kashmir Walla, bloqué par le gouvernement indien en 2019 : « Le statut particulier accordé aux habitants de la vallée par Jawaharlal Nehru, alors premier ministre de l’Inde, n’était pas une faveur, mais représentait une passerelle entre l’État central et la région. C’était la promesse que l’identité du peuple du Jammu-et-Cachemire serait maintenue dans la Constitution du pays. (…) Les atrocités répétées commises par les forces gouvernementales, et l’ingérence de New Delhi dans le problème régional ont détaché les Cachemiris de l’Inde ».

### Émeutes et soulèvements
Les émeutes et les soulèvements violents sont fréquents au Cachemire indien, témoignant du mécontentement des populations locales vis-à-vis de l'union indienne. Ces manifestations sont bien souvent réprimées avec violence par les forces de sécurité indiennes qui tirent parfois sur les émeutiers.

### Attentats
De nombreux attentats organisés par des groupes provenant du Cachemire sont commis à l’intérieur même de la région, mais surtout en Inde. Ces attentats sont souvent des attaques à l'aveugle sur des populations civiles pour faire entendre des revendications. On peut distinguer deux types de groupes armés exerçant ces violences.
D'un côté les groupes séparatistes ou indépendantistes qui considèrent ces violences comme un combat légitime pour leur liberté, en réponse aux « persécutions » faites aux minorités ethniques ou religieuses. C'est le cas par exemple du groupe qui, en décembre 2001, réalise l'attentat du siège du parlement indien, faisant de nombreuses victimes et entraînant des tensions militaires.
De l'autre côté les groupes terroristes issus de la mouvance jihadiste, prenant base au Cachemire, perpétuent des attentats sur les populations indiennes et cachemiris. C'est le cas de l'attentat à la voiture piégées contre le parlement de l'État du Jammu et Cachemire à Srinagar en 2001 et de l'attentat sur le marché de Srinagar en 2000 entre autres.
Le rôle des services de renseignement pakistanais est notable dans ces violences puisque lors de nombreux attentats, ils sont soupçonnés de collusion avec les groupes terroristes séparatistes et islamistes.

## Enjeux

### Enjeux stratégiques
La situation géologique et géographique particulière de la région en fait une zone stratégique pour les pays engagés dans le conflit.
Pour l'État chinois, sa présence dans les zones péri-himalayennes cachemiries lui permet de renforcer les liaisons entre deux de ses provinces sensibles, le Xinjiang et le Tibet.
Pour l'État indien, le Cachemire présente un intérêt stratégique car il constitue une pointe avancée vers les territoires chinois et pakistanais, pays avec lesquels l'Inde est en tension.
C'est également au Cachemire que se situe le haut bassin du fleuve Indus et de ses affluents, du fait de la présence des grands glaciers dans cette région himalayenne. La zone est la source des fleuves qui irriguent les terres les plus riches du Pakistan, notamment le Penjab où vit une part importante de la population pakistanaise. Le Cachemire constitue donc un stock vital d'eau douce pour ces régions dépendantes de l'eau, car arides et enclines à subir des sécheresses. Le contrôle du Cachemire permet donc le contrôle de l'accès à l'eau. De plus, la région permet au Pakistan d'être relié avec son allié chinois et de développer avec lui le corridor économique Chine-Pakistan. Enfin, la possession du Cachemire pose pour le Pakistan une question de profondeur stratégique : la capitale Islamabad, ville nouvelle fondée entre-autres pour « rapprocher » l'État pakistanais des régions montagneuses conflictuelles, dont du Cachemire, est en effet à quelques dizaines de kilomètres des frontières avec cette dernière.